# Людина з чорної «Волги»
Людина з чорної «Волги» (рос. Человек из чёрной «Волги») — радянський художній фільм 1990 року, знятий режисером Миколою Лук'яновим.

## Сюжет
Головний герой фільму — молодий учений-кар'єрист Олексій В'ячеславович Прошин, позашлюбний син директора НДІ радіофізики Петра Борисовича Бєгунова. Намагаючись максимально використовувати службове становище батька, він всіляко прагне «застовпити» своє місце в науці і згодом стати чиновником. Заради досягнення своєї мети він використовує будь-які способи і засоби.

## У ролях
- Юрій Демич — Олексій В'ячеславович Прошин, кандидат наук, молодий учений-кар'єрист
- Людмила Ніколаєва — Наталія Вороніна, науковий співробітник, кохана Олексія Прошина
- Микола Гравшин — Микола Авдєєв, кандидат наук, талановитий учений
- Борис Іванов — Петро Борисович Бєгунов, професор, директор НДІ радіофізики
- Володимир Сєдов — Федір Костянтинович Ледньов, доктор наук, опонент Олексія Прошина
- Володимир Новиков — Леонід Мартинович Поляков, професор, директор НДІ мікроелектроніки
- Юрій Казючиц — Сергій Глинський, кандидат наук, підлеглий Олексія Прошина
- Ростислав Янковський — Антонов, заступник міністра
- Олександр Ткачонок — Роман, науковий співробітник, підлеглий Олексія Прошина
- Олександр Денісов — Михайлов, доктор наук, опонент Олексія Прошина
- Наталія Лабурцева — Світлана, науковий співробітник, підпорядкована Олексія Прошина
- Вадим Вільський — Захаров, секретар парткому
- Андрій Анкудінов — Костя — Сергій Глинський, науковий співробітник, підлеглий Олексія Прошина
- В'ячеслав Солодилов — Ігор Олександрович Соловйов, професор, директор НДІ онкології
- Жаннета Четверикова-Друцька — секретарка Петра Бєгунова
- Олександр Аржиловський — Начальник ДАІ

## Знімальна група
- Сценарій : Володимир Валуцький
- Режисер : Микола Лук'янов
- Оператор : Анатолій Калашников
- Композитор : Володимир Дашкевич
- Художник : Володимир Гавриков